# The Knick
The Knick è una serie televisiva statunitense di genere period drama creata da Jack Amiel e Michael Begler, trasmessa dall'8 agosto 2014 al 18 dicembre 2015 sulla rete televisiva via cavo Cinemax per un totale di due stagioni.
Diretta da Steven Soderbergh, la serie vede protagonista Clive Owen nei panni del dottor John Thackery, personaggio ispirato dal chirurgo William Stewart Halsted.

## Trama
Nella New York del 1900, il brillante dottor John Thackery assume la guida del reparto di chirurgia del Knickerbocker Hospital, noto semplicemente come "The Knick", dopo l'improvviso suicidio del suo mentore, J.M. Christiansen. Thackery, medico di fama che opera con innovative tecniche di chirurgia, è tuttavia afflitto da dipendenza da cocaina. L'ospedale, gestito dalla figlia del principale finanziatore, Cornelia Robertson, tenta di porre rimedio all'indebitamento attirando pazienti benestanti, cercando di non sacrificare la qualità delle cure. Cornelia è artefice, nonostante le opposizioni di Thackery, dell'ingresso nell'équipe di chirurgia di Algernon Edwards, medico afro-americano formatosi in Europa.

## Episodi
| Stagione         | Episodi | Prima TV USA | Prima TV Italia |
| ---------------- | ------- | ------------ | --------------- |
| Prima stagione   | 10      | 2014         | 2014            |
| Seconda stagione | 10      | 2015         | 2015            |

## Personaggi e interpreti

### Personaggi principali
- Dottor John "Thack" Thackery (stagioni 1-2), interpretato da Clive Owen, doppiato da Fabio Boccanera.
Diventato capo chirurgo presso l'Ospedale Knickerbocker dopo il suicidio del suo mentore, il dottor J.M. Christiansen. È un chirurgo di grande talento e rispettato in sala operatoria. Tuttavia, è anche un tossicodipendente, iniettandosi regolarmente cocaina durante il giorno e fumando oppio a Chinatown.
- Dottor Algernon Edwards (stagioni 1-2), interpretato da André Holland, doppiato da Alessandro Quarta.
Nuovo assistente capo chirurgo presso il Knick, dopo mezzanotte gestisce una clinica nel seminterrato per tutti i neri allontanati dall'ospedale. È afroamericano, figlio di due inservienti della famiglia Robertson e amico di infanzia di Cornelia.
- Herman Barrow (stagioni 1-2), interpretato da Jeremy Bobb, doppiato da Francesco Bulckaen.
Amministratore del Knick. È in costante ricerca di finanziamenti per l'ospedale con mecenati e pazienti perché gestisce in malo modo i fondi ospedalieri. È in debito con il gangster spietato Bunky Collier.
- Cornelia Robertson (stagioni 1-2), interpretata da Juliet Rylance, doppiata da Barbara De Bortoli.
Responsabile dell'ufficio di assistenza sociale del Knick. Figlia di capitano August Robertson, che l'ha messa come rappresentante nel consiglio di amministrazione. È un'amica di lunga data di Edwards.
- Lucy Elkins (stagioni 1-2), interpretata da Eve Hewson, doppiata da Federica De Bortoli.
Infermiera al Knick, nata nel West Virginia. È attratta dal dottor Thackery.
- Dottor Bertram "Bertie" Chickering Jr. (stagioni 1-2), interpretato da Michael Angarano, doppiato da Davide Perino.
Chirurgo al Knick. Figlio del dottor Bertram Chickering, Sr. che non è d'accordo con la sua scelta di lavorare con Thackery. Viene soprannominato Bertie e ha una profonda ammirazione per Thackery.
- Tom Cleary (stagioni 1-2), interpretato da Chris Sullivan, doppiato da Roberto Draghetti.
Autista dell'ambulanza. Cerca sempre di aumentare la sua paga rubando i pazienti che chiedono soccorso. Inizierà un'attività illegale con Suor Harriet, trovando donne che vogliono abortire.
- Suor Harriet/Rose Dolan (stagioni 1-2), interpretata da Cara Seymour, doppiata da Laura Romano.
Suora cattolica e ostetrica che gestisce l'orfanotrofio affiliato al Knick. Provoca segretamente aborti nelle sue ore libere.
- Dottor Everett Gallinger (stagioni 1-2), interpretato da Eric Johnson, doppiato da Gianfranco Miranda.
Chirurgo al Knick. Non accetta volentieri il dottor Edwards, per la sua carnagione e perché ha preso il suo posto come assistente capo chirurgo, posizione che era stata promessa a lui da Thackery.
- Jacob Speight (stagioni 1-2), interpretato da David Fierro, doppiato da Francesco De Francesco.
Ispettore del dipartimento di salute. Anche se maleducato e abrasivo, lavora a stretto contatto con Cornelia per identificare l'origine dei focolai.
- Eleanor Gallinger (stagioni 1-2), interpretata da Maya Kazan, doppiata da Francesca Manicone.
La moglie di Everett Gallinger. I due hanno una figlia di nome Lillian.
- Jesse Edwards (stagione 1-2), interpretato da Leon Addison Brown, doppiato da Stefano Mondini.
Padre del dottor Edwards che lavora per il capitano Robertson come cocchiere.
- Capitano August Robertson (stagioni 1-2), interpretato da Grainger Hines, doppiato da Dario Penne.
Il padre di Cornelia, armatore e finanziatore del Knick. Ha sostenuto le spese degli studi del dottor Edwards a cui tiene molto.
- Dottor J.M. Christiansen (stagione 1), interpretato da Matt Frewer, doppiato da Raffaele Palmieri.
Ex capo chirurgo presso il Knick e mentore di Thackery. Si è suicidato dopo una fatale operazione di placenta previa. Dopo la sua morte appare in visioni di Thackery.
- Opal Edwards (stagione 2), interpretata da Zaraah Abrahams.
Moglie di Algernon.
- Henry Robertson (guest star stagione 1, stagione 2), interpretato da Charles Aitken.
Fratello di Cornelia.
- Evaline Edwards (guest star stagione 1, stagione 2), interpretata da LaTonya Borsay.
Madre di Algernon.
- Junia (guest star stagione 1, stagione 2), interpretata da Rachel Korine.
Prostituta della quale Barrow si innamora.
- Phillip Showalter (guest star stagione 1, stagione 2), interpretato da Tom Lipinski.
Marito di Cornelia.
- Dott. Levi Zinberg (guest star stagione 1, stagione 2), interpretato da Michael Nathanson.
Chirurgo del Mount Sinai Hospital e rivale di Thackery.

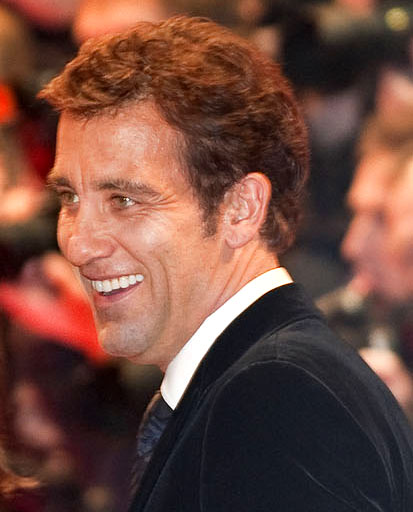
Clive Owen interpreta il dottor John Thackery
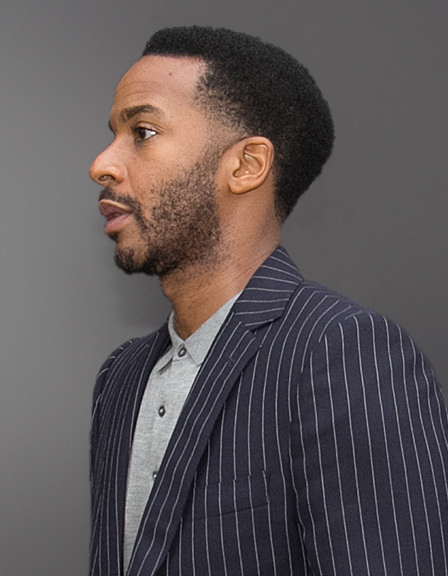
André Holland interpreta il dottor Algernon Edwards
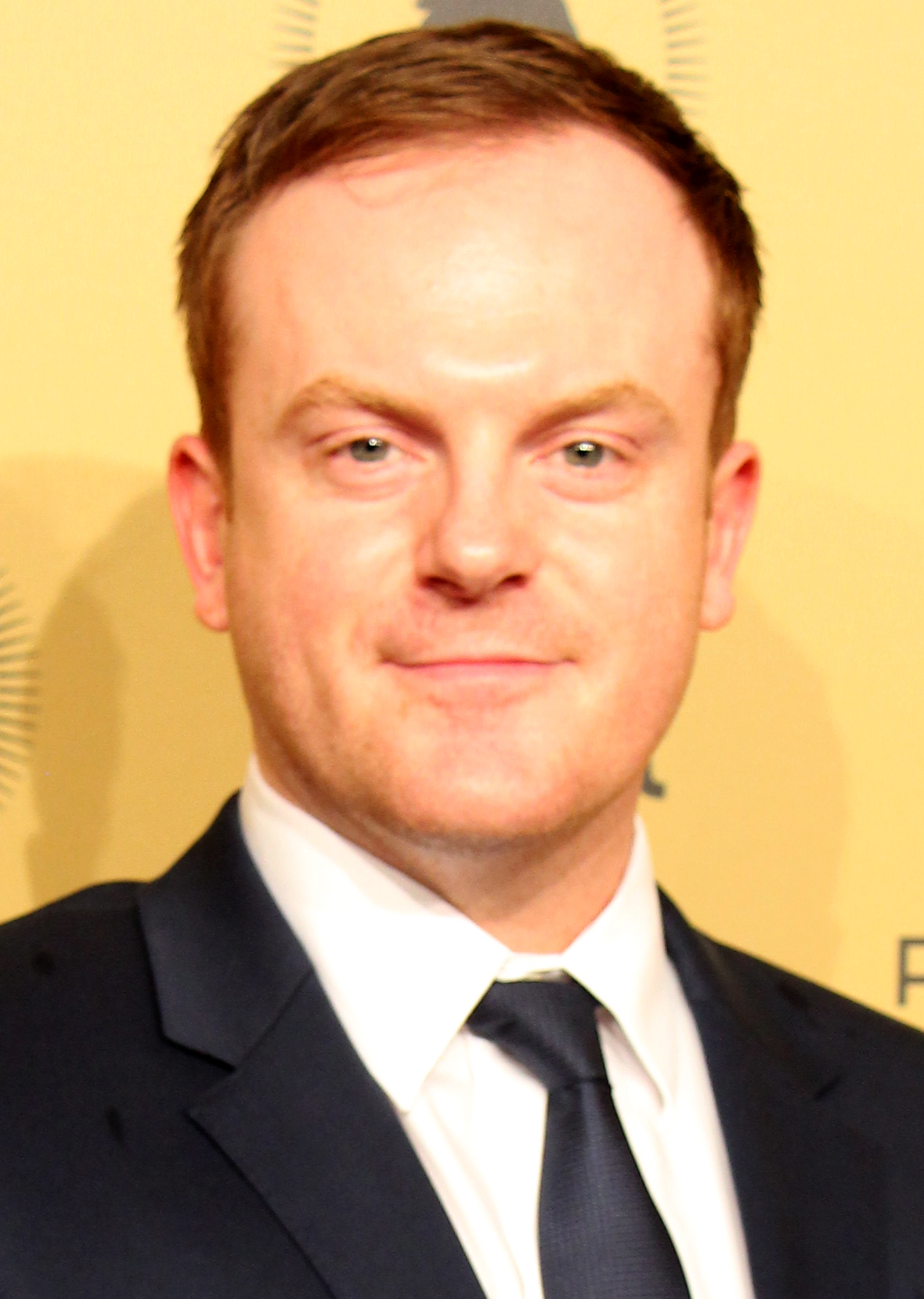
Jeremy Bobb interpreta Herman Barrow
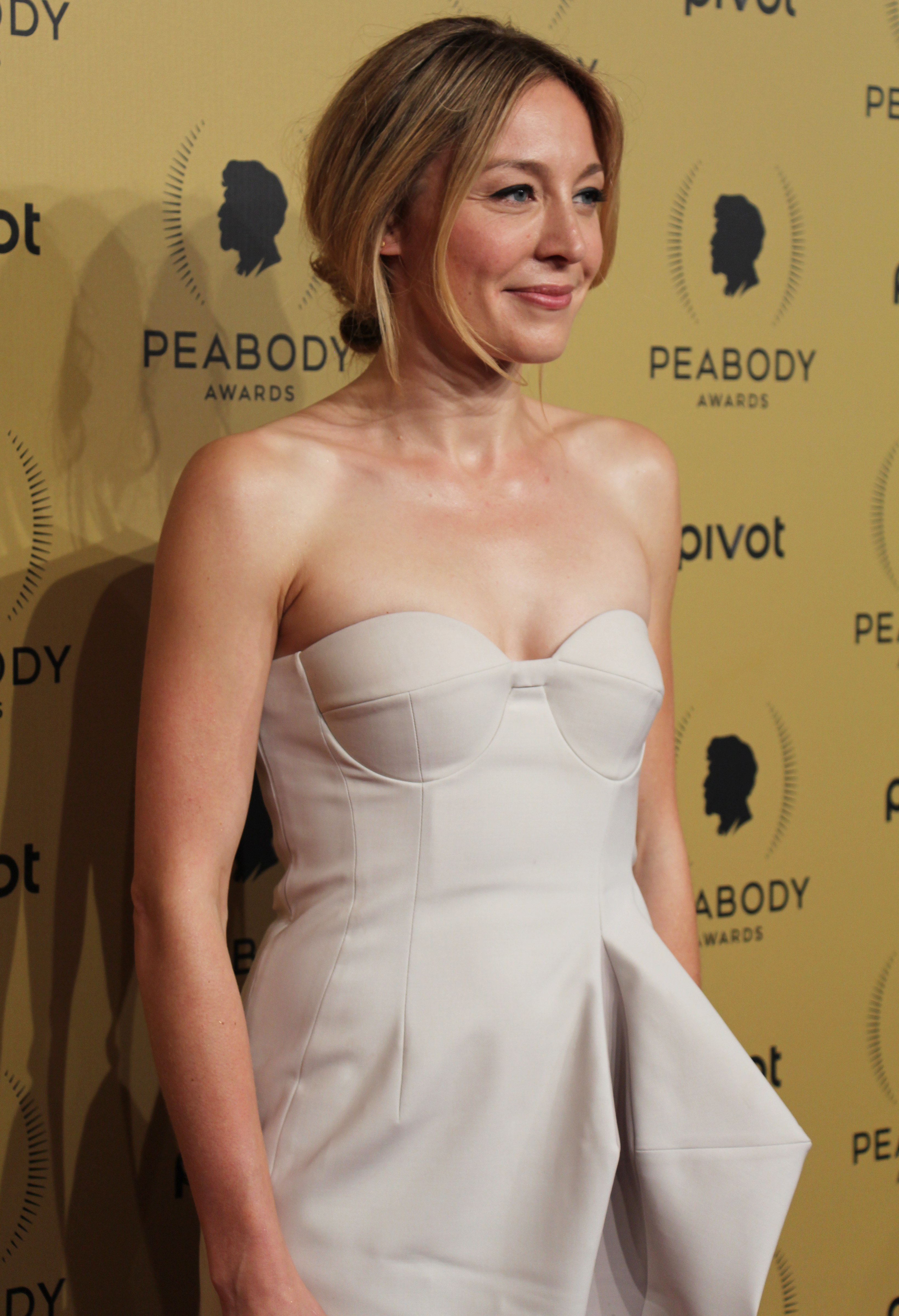
Juliet Rylance interpreta Cornelia Robertson
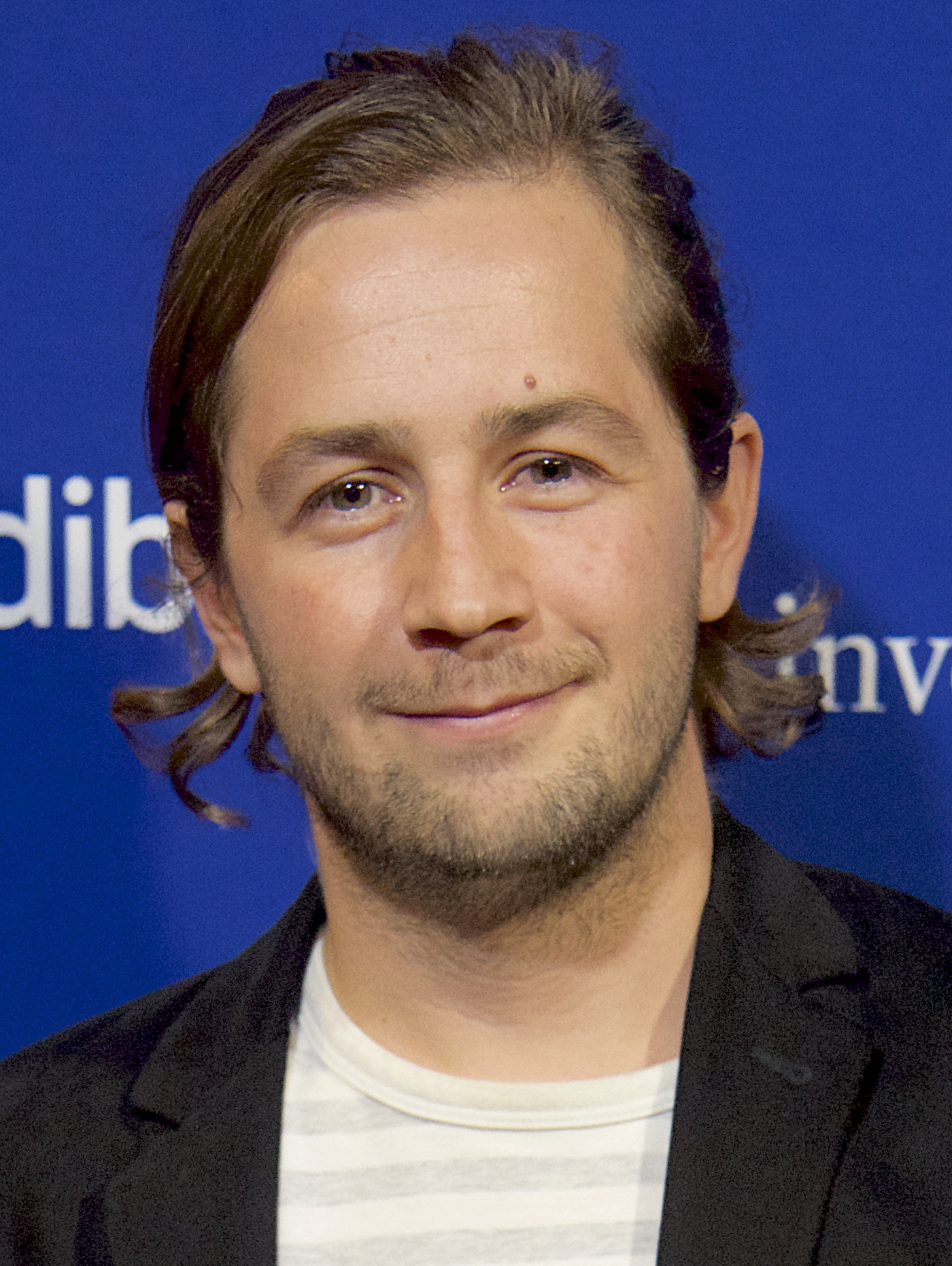
Michael Angarano interpreta il dottor Bertram "Bertie" Chickering Jr.
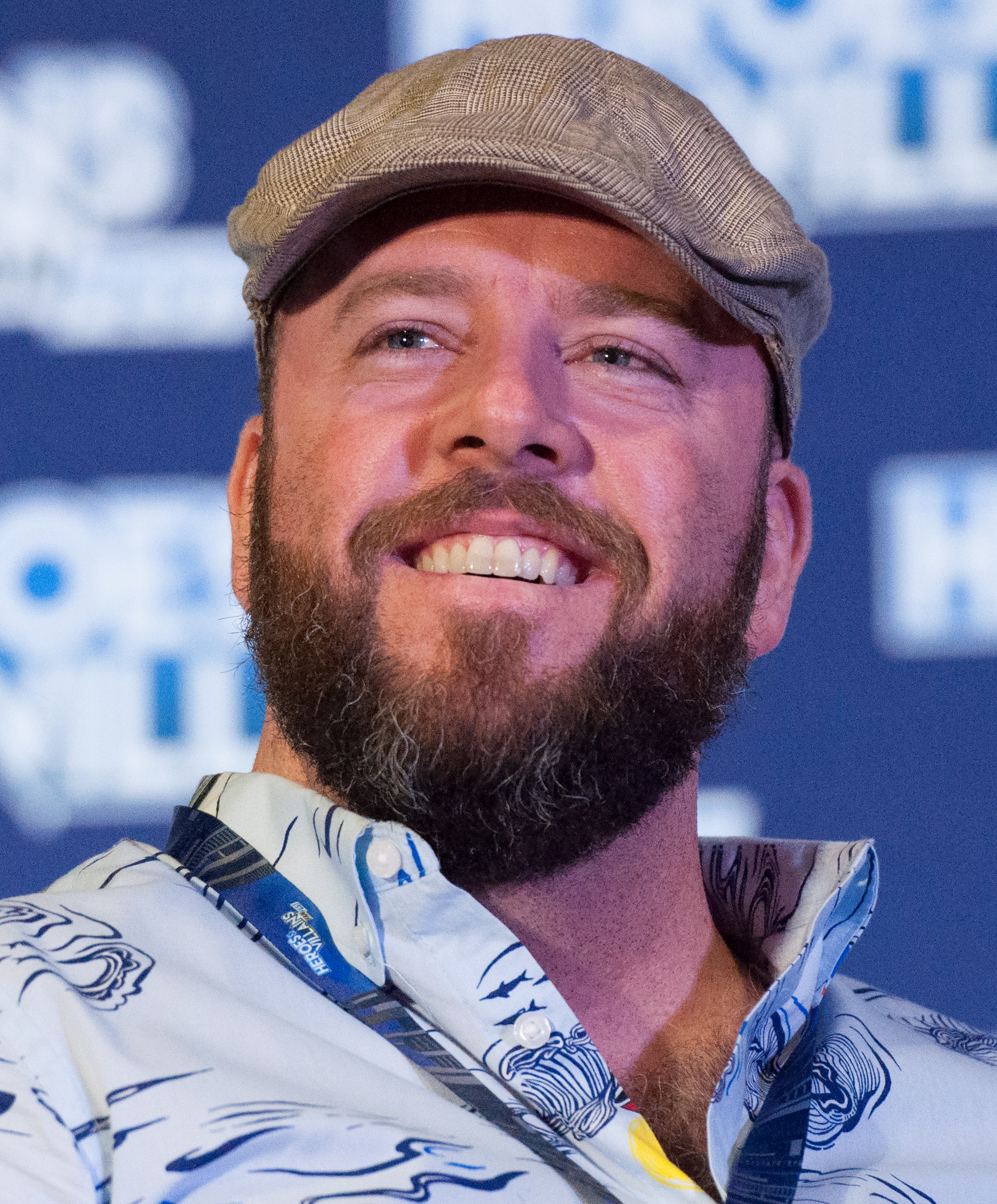
Chris Sullivan interpreta Tom Cleary
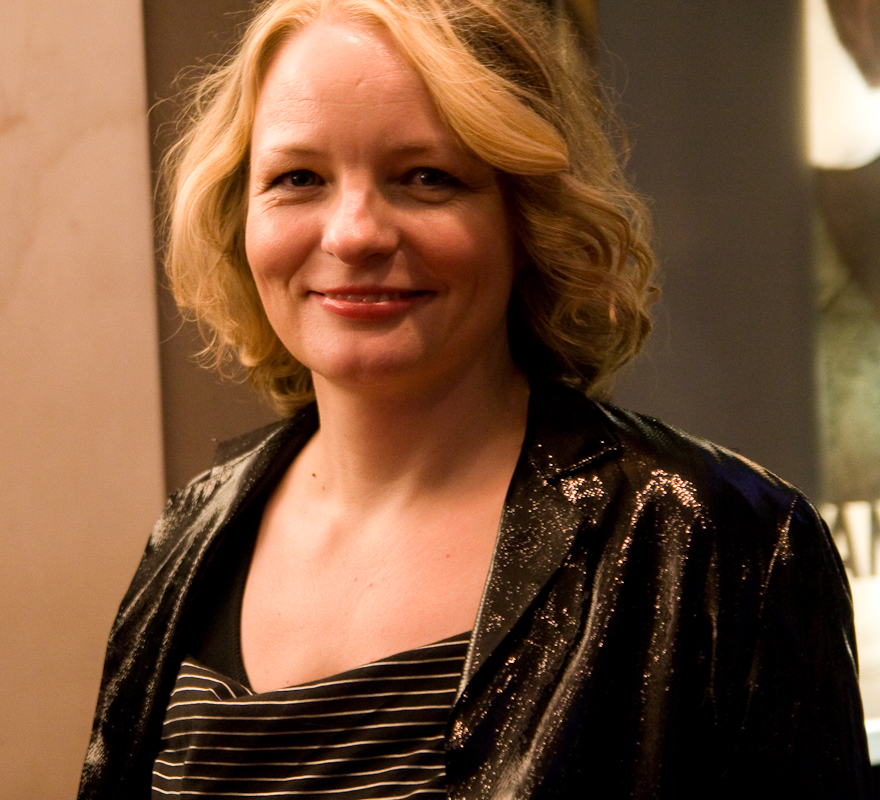
Cara Seymour interpreta suor Harriet
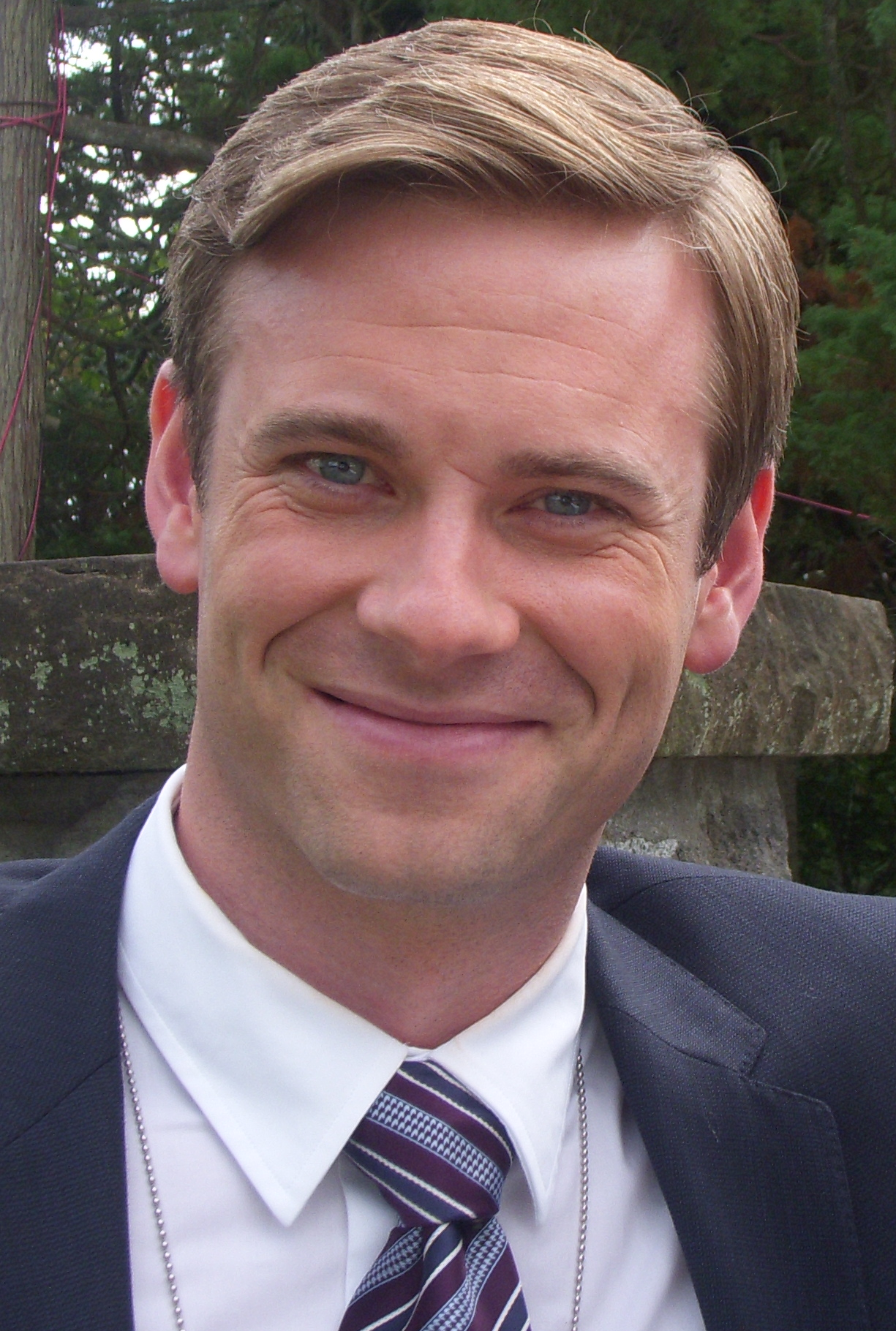
Eric Johnson interpreta il dottor Everett Gallinger
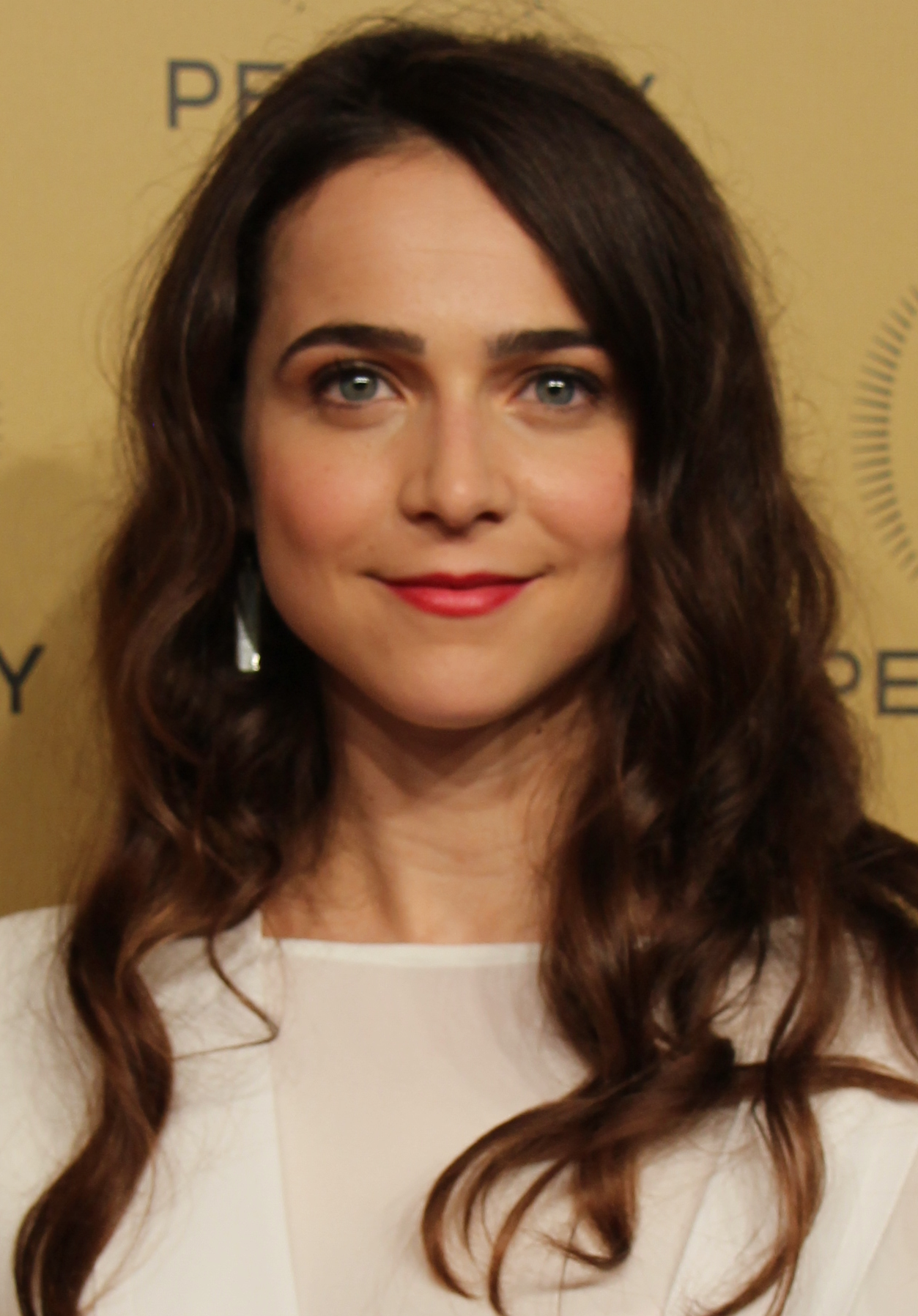
Maya Kazan interpreta Eleanor Gallinger
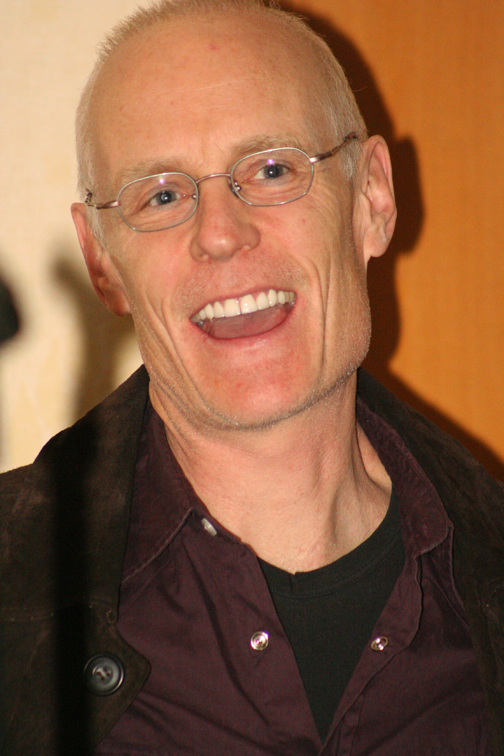
Matt Frewer interpreta il dottor J.M. Christiansen
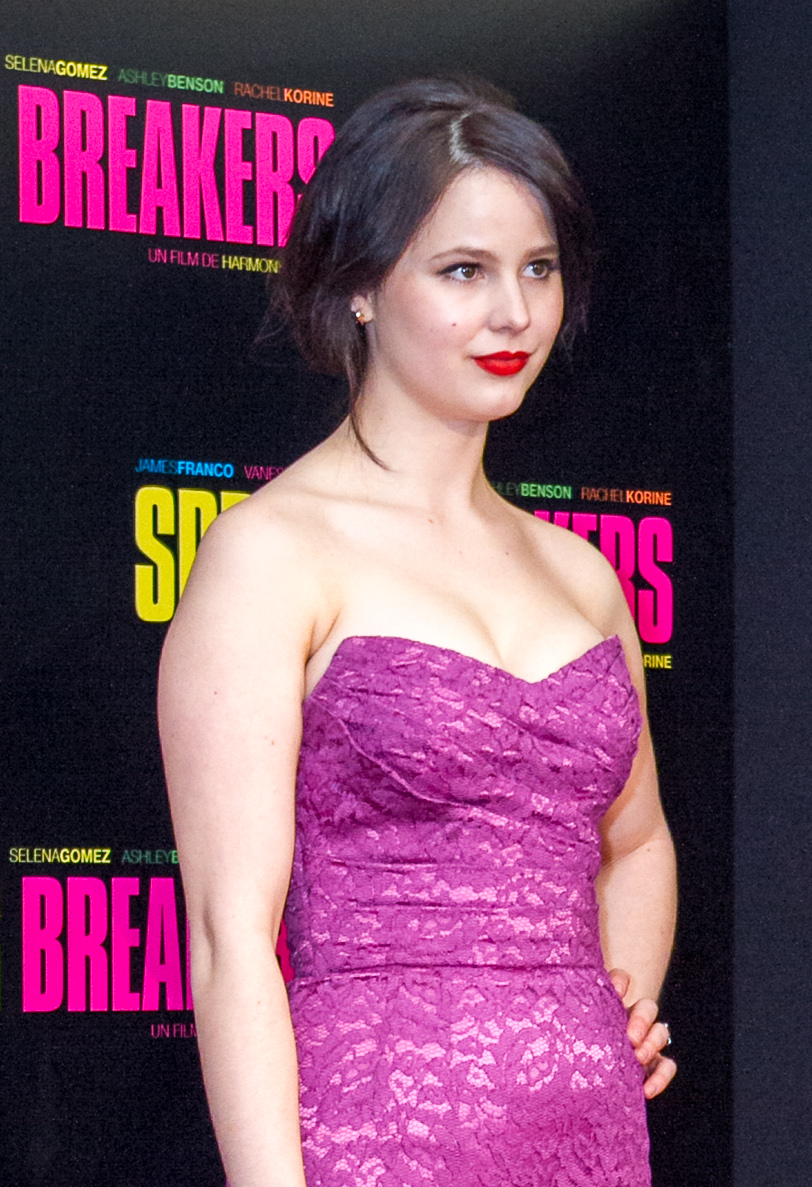
Rachel Korine interpreta Junia
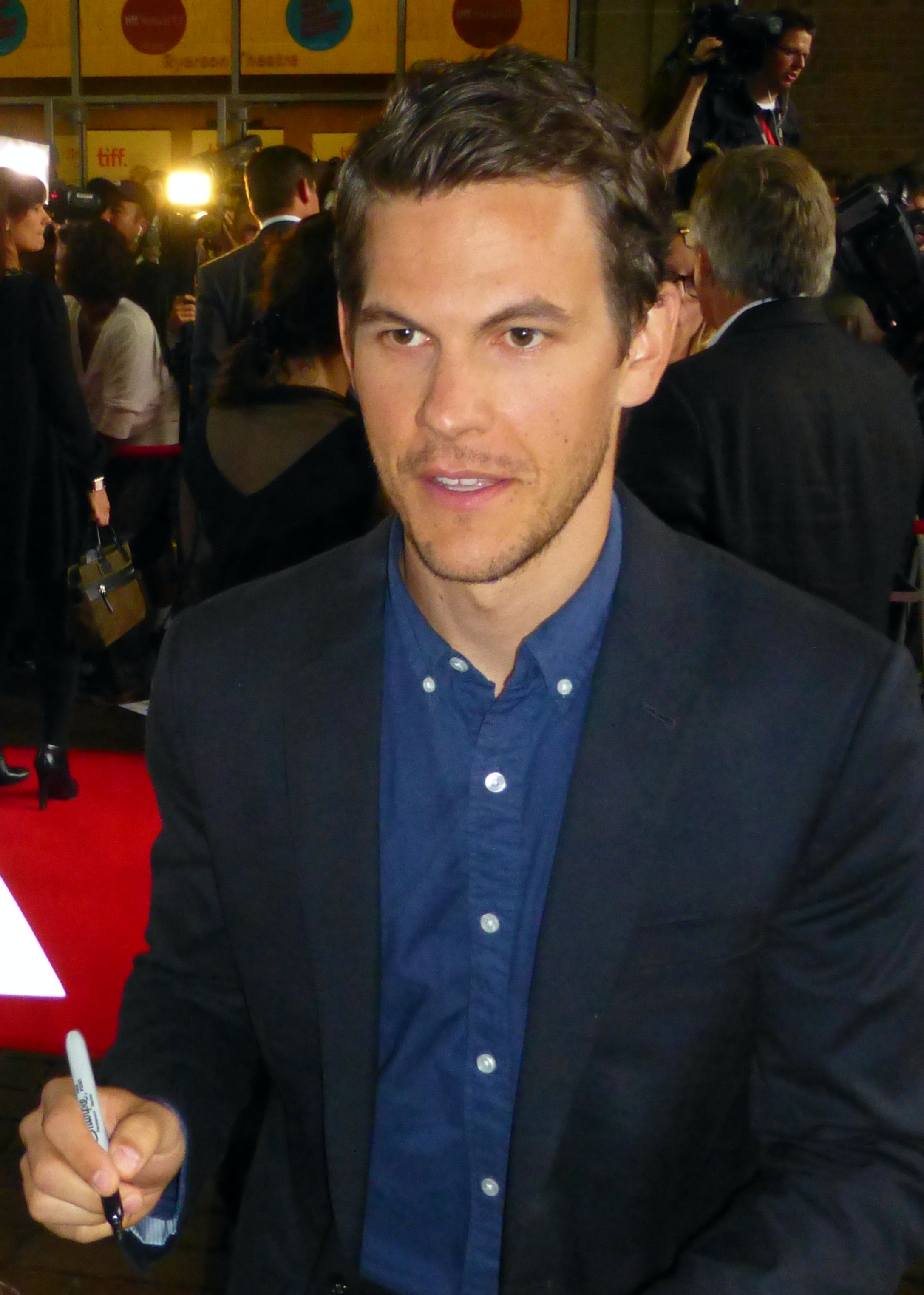
Tom Lipinski interpreta Phillip Showalter

### Personaggi ricorrenti
- Abigail Alford (stagioni 1-2), interpretata da Jennifer Ferrin.
Amante di Thackery che lo aiuta con le sue cure mediche.
- Ping Wu (stagioni 1-2), interpretato da Perry Yung.
Proprietario della fumeria d'oppio di Mott Street frequentata assiduamente da Thackery.
- Dott. Bertram Chickering, Sr. (stagioni 1-2), interpretato da Reg Rogers.
Padre di Bertie.
- Victoria Robertson (stagioni 1-2), interpretata da Suzanne Savoy.
Madre di Cornelia.
- Hobart Showalter (stagioni 1-2), interpretato da Gary Simpson.
Padre di Philip.
- Effie Barrow (stagioni 1-2), interpretata da Molly Price.
Moglie di Herman.
- Eunice Showalter (stagioni 1-2), interpretata da Johanna Day.
Madre di Philip.
- Mr. James "Jimmy" Fester (stagioni 1-2), interpretato da Happy Anderson.
Socio di Bunky Collier.
- Eldon Pouncey (stagioni 1-2), interpretato da Lucas Papaelias.
Collega di Tom Cleary al Knick.
- Pell (stagioni 1-2), interpretata da Zuzanna Szadkowski.
Infermiera del Knick.
- Baker (stagioni 1-2), interpretata da Ylfa Edelstein.
Infermiera del Knick.
- Lin-Lin (stagioni 1-2), interpretata da Ying Ying Li.
Prostituta che lavora per Ping Wu.

- Mrs. Hemming (stagione 1), interpretata da Emily Bergl.
Una paziente del Dr. Thackery.
- Bunky Collier (stagione 1), interpretato da Danny Hoch.
Boss di New York che ha un grosso credito con Barrow.
- Phineas "Phinny" Sears (stagione 1), interpretato da Collin Meath.
Poliziotto irlandese di New York che vorrebbe risolvere i casi affidatigli con estrema facilità.
- Genevieve Everidge (stagione 2), interpretata da Arielle Goldman.
Giornalista investigativa.
- A.D. Elkins (stagione 2), interpretato da Stephen Spinella.
Predicatore e padre di Lucy.
- Anne Chickering (stagione 2), interpretata da Linda Emond.
Madre di Bertie.
- D.W. Garrison Carr (stagione 2), interpretato da Ntare Mwine.
Primo scienziato di colore studioso del cervello umano.
- Daisy Ryan (stagione 2), interpretata da Emily Kinney.
Infermiera del Knick.
- Dorothy Walcott (stagione 2), interpretata da Annabelle Attanasio.
Sorella di Eleanor Gallinger.
- Frazier H. Wingo (stagione 2), interpretato da Andrew Rannells.
Architetto del nuovo Knick.
- Dott. William H. Mays (stagione 2), interpretato da Ben Livingston.
Praticante dell'équipe del reparto di chirurgia del Knick.
- Dott. Russell Daniels (stagione 2), interpretato da Colman Domingo.
Dottore del Knick.
- Sig. Brockhurst (stagione 2), interpretato da Frederick Weller.
Uomo d'affari.

## Produzione

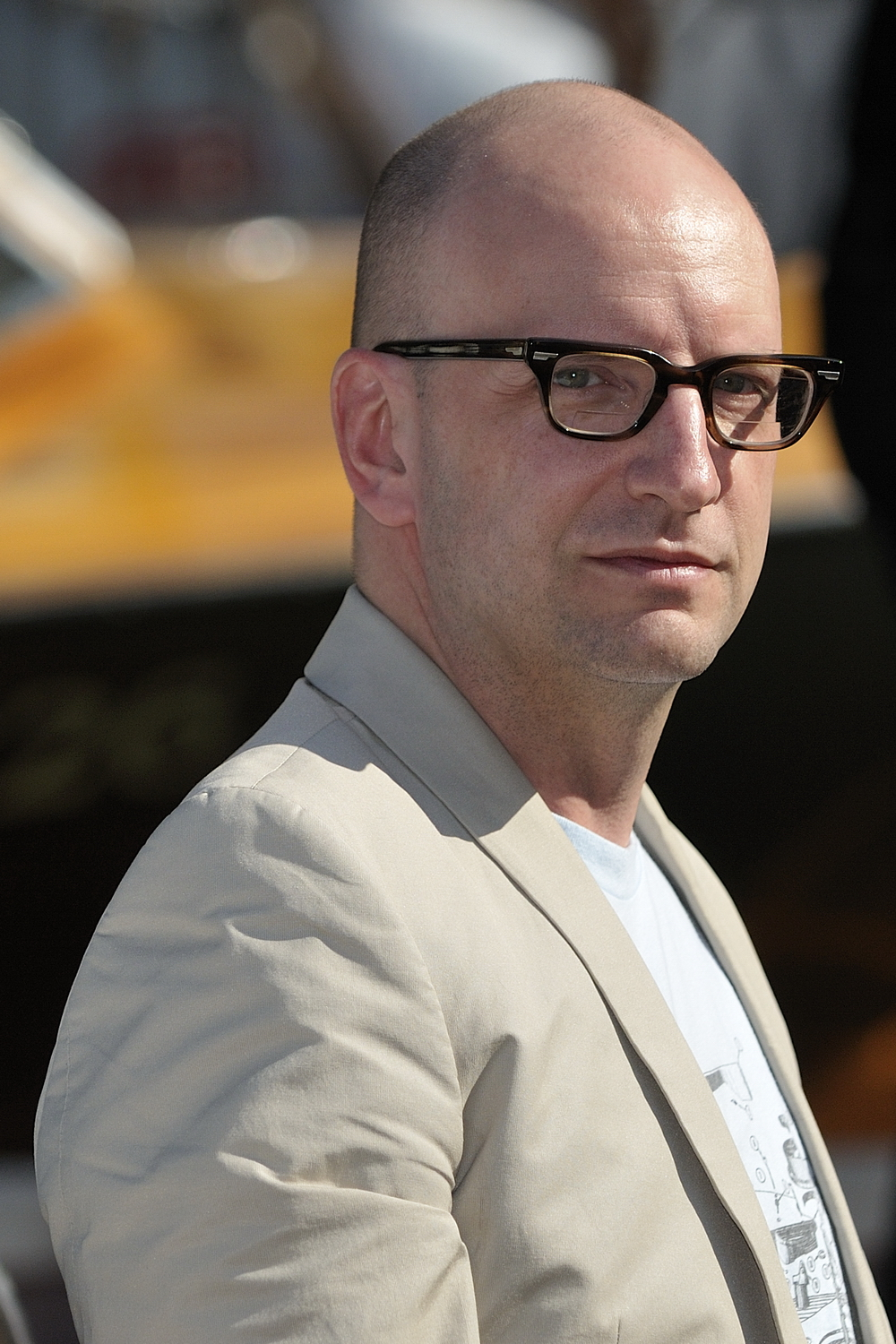
Steven Soderbergh: regista, produttore esecutivo, direttore della fotografia (con lo pseudonimo Peter Andrews) e montatore (con lo pseudonimo Mary Ann Bernard) della serie.

La serie, ambientata e girata a New York, è stata annunciata ufficialmente il 25 luglio 2013. Le riprese della prima stagione si sono svolte dal mese di settembre 2013 nei dintorni di Brooklyn e Manhattan. Gli interni del Knickerbocker Hospital, curati dallo scenografo Howard Cummings, sono stati ricreati nello studio Cine Magic East River. I costumi sono curati da Ellen Mirojnick, mentre Cliff Martinez è autore della colonna sonora.
Ideata e prevalentemente scritta da Jack Amiel e Michael Begler, la serie è diretta da Steven Soderbergh, che produce la serie a livello esecutivo con Gregory Jacobs, Michael Sugar, Clive Owen e i due creatori. Il dottor Stanley Burns, titolare di un vasto archivio di antiche fotografie mediche, partecipa alla produzione in veste di consulente.
Il 10 luglio 2014, prima del suo debutto, avvenuto l'8 agosto 2014 negli Stati Uniti, la serie è stata rinnovata per una seconda stagione, composta come la prima da dieci episodi.
Il 23 marzo 2017, la serie viene cancellata da Cinemax dopo due stagioni.

## Distribuzione
In Italia la serie è stata presentata in anteprima al Festival internazionale del film di Roma 2014, dove il 17 e 18 ottobre sono stati proiettati tutti i dieci episodi della prima stagione. Il debutto in tv è avvenuto l'11 novembre 2014, su Sky Atlantic.

## Riconoscimenti
- 2014 - Writers Guild of America Awards
  - Nomination a miglior nuova serie TV
- 2015 - Satellite Awards
  - Miglior serie tv drammatica
  - Miglior attore in una serie tv drammatica a Clive Owen
  - Miglior cast
  - Nomination per il miglior attore non protagonista in una serie, miniserie o film TV a André Holland
- 2015 - Golden Globe
  - Nomination per il miglior attore in una serie tv drammatica a Clive Owen
- 2015 - Premi Emmy
  - Nomination per la miglior regia di una serie drammatica a Steven Soderbergh, per l'episodio pilota